# Большая Поповка
Большая Поповка — деревня Ивняковского сельского поселения Ярославского района Ярославской области.

## География
Расположена на левом берегу реки Шепелюха вместе впадения в неё реки Колбы. С противоположного берега деревни Михальцево и Пестово.

## История
В 2006 году деревня вошла в состав Ивняковского сельского поселения образованного в результате слияния Ивняковского и Бекреневского сельсоветов.

## Население
| 1859 | 2007 | 2010 |
| ---- | ---- | ---- |
| 89   | ↘7   | →7   |

### Историческая численность населения
По состоянию на 1859 год в деревне было 11 домов и проживало 89 человек.
По состоянию на 1989 год в деревне проживал 21 человек.

### Национальный и гендерный состав
Согласно результатам переписи 2002 года, в национальной структуре населения русские составляли 91 % из 11 чел., из них 5 мужчин, 6 женщин.
Согласно результатам переписи 2010 года население составляют 3 мужчины и 4 женщины.

## Инфраструктура
Основа экономики — личное подсобное хозяйство. По состоянию на 2021 год большинство домов используется жителями для постоянного проживания и проживания в летний период. Вода добывается жителями из личных колодцев. Имеется таксофон (около дома №5).
Почтовое отделение №150509, расположенное в деревне Дорожаево, на март 2022 года обслуживает в деревне 21 дом.

## Достопримечательности
- Памятник Воинской Славы[9].

## Транспорт
Расположена в 2,64 км от автодороги Р-132 «Золотое кольцо». До деревни идёт грунтовая дорога.